# G8

Велика вісімка

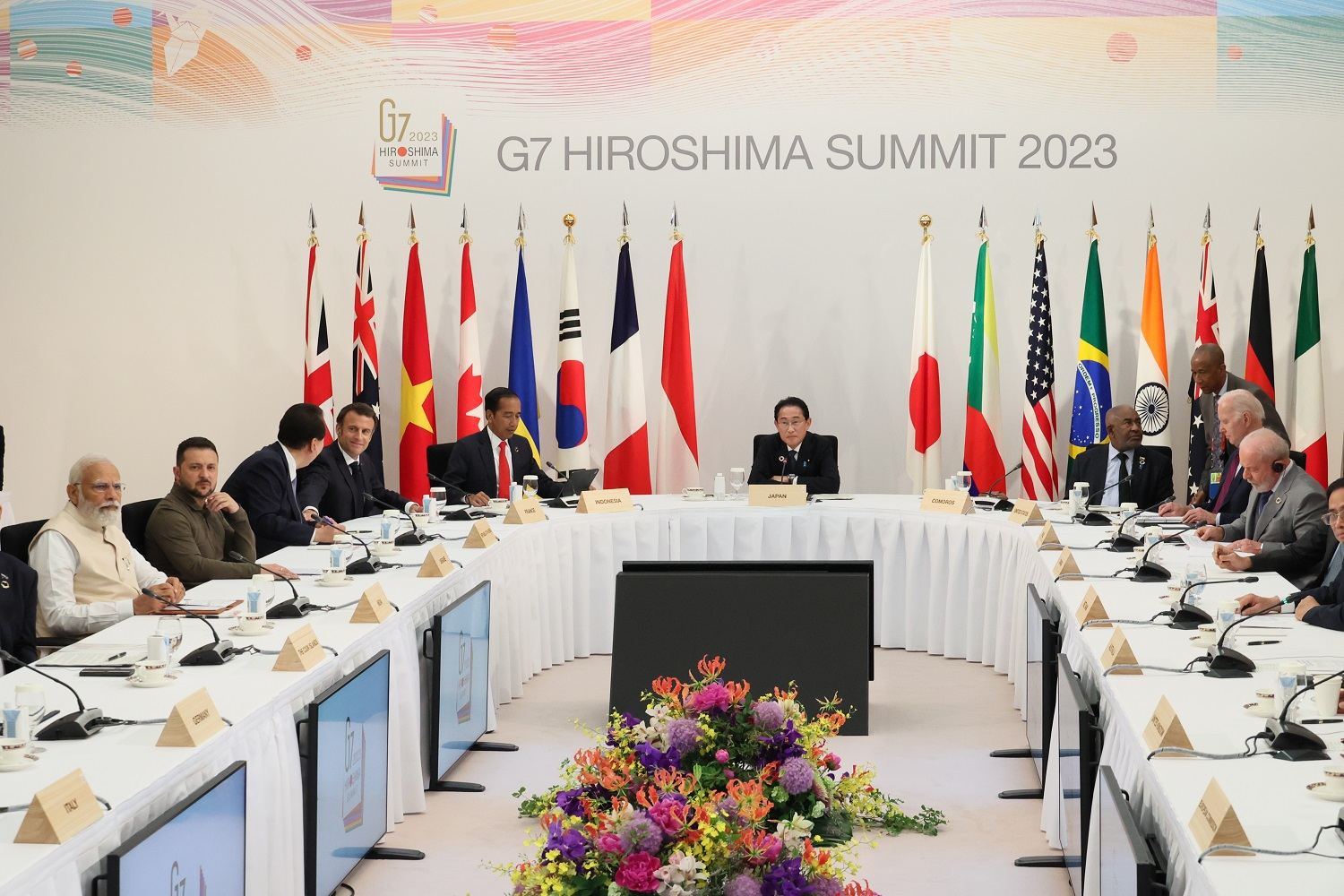

Група восьми (англ. Group of eight, G8), Велика вісімка — міжнародний клуб, що проіснував з 1997 до 2014. Він об'єднував Велику Британію, Німеччину, Італію, Канаду, Росію, США, Францію та Японію. Так само називають і неофіційний форум лідерів цих країн (за участю Європейської комісії), в рамках якого здійснювалося узгодження підходів до актуальних міжнародних проблем.
Після анексії Криму 18 березня 2014 року Росія була піддана нищівній критиці з боку країн Великої сімки і формально виключена зі списку G8. В червні 2014 року не відбулася запланована зустріч G8 в Сочі (Росія) — замість неї була проведена зустріч G7 в Брюсселі.